# Rifkin's Festival
Rifkin's Festival (bra: O Festival do Amor; prt: Rifkin's Festival) é um filme de comédia de 2020, escrito e dirigido por Woody Allen. Uma coprodução estadunidense, espanhola e italiana, é estrelado por Wallace Shawn, Elena Anaya, Louis Garrel, Gina Gershon, Sergi López e Christoph Waltz. 
Estreou no Festival Internacional de Cinema de San Sebastián [en], em 18 de setembro de 2020, e foi lançado na Espanha em 2 de outubro de 2020, pela Tripictures [en].

## Enredo
Mort Rifkin, um idoso e esnobe crítico de cinema de Nova Iorque, conta ao seu terapeuta sobre os acontecimentos recentes de sua vida. Em seu relato, ele acompanha sua esposa mais jovem, Sue, a um festival de cinema em San Sebastián. Sue trabalha como assessora de imprensa de Philippe, um diretor francês cujo filme anti-guerra, apesar de banal e derivativo, está sendo aclamado como uma obra-prima, para o desgosto de Mort. Ele rapidamente se sente incomodado com a crescente proximidade entre Sue e Philippe, que flertam abertamente. Suas inseguranças e pensamentos o levam a ter pesadelos inspirados em clássicos do cinema em preto e branco, como Citizen Kane, À bout de souffle, Jules et Jim, Un homme et une femme, Persona, Smultronstället, El ángel exterminador e 8½.
Enquanto está no festival, Mort reflete sobre sua vida, sua carreira acadêmica e o romance pretensioso que vem escrevendo há anos, na tentativa de alcançar uma relevância literária que parece inalcançável. Paralelamente, sua frustração aumenta ao perceber que não pode impedir Sue e Philippe de passarem tempo juntos. Durante sua estadia, Mort também conhece a médica espanhola Joanna Rojas, que desperta seu interesse e o faz repensar sua situação. A partir desse encontro, Mort embarca em uma jornada de introspecção, revisitando suas crenças sobre arte, relacionamentos e seu próprio futuro.

## Elenco
- Wallace Shawn como Mort Rifkin
  - Cameron Hunter como Mort Rifkin (criança)
- Gina Gershon como Sue Rifkin
- Elena Anaya como Dra. Joanna "Jo" Rojcomo
- Louis Garrel como Philippe
- Sergi López como Paco
- Christoph Waltz como Morte
- Tammy Blanchard como Doris Rifkin
- Steve Guttenberg como Irmão de Mort
- Richard Kind como Sr. Rifkin
- Nathalie Poza como Sra. Rifkin
- Douglas McGrath [en] como Gil Brenner
- Enrique Arce [en] como Tomás Lopez
- Damian Chapa como participante do festival
- Bobby Slayton [en] como participante do festival
- Andrea Trepat como secretária da Dra. Joanna
- Iñigo Etxebeste com apresentador
- Yan Tual como Paul
- Georgina Amorós como Delores

## Produção
Em fevereiro de 2019, a Amazon Studios retirou Allen de um acordo de cinco filmes para produzir e financiar filmes, após o ressurgimento das alegações de abuso sexual feitas contra ele em 1992. Naquele mês, foi anunciado que Allen escreveria e dirigiria esse filme, com Jaume Roures [en] produzindo sob a companhia midiática Mediapro [en]. Em junho de 2019, Gina Gershon, Christoph Waltz, Elena Anaya, Louis Garrel, Sergi López e Wallace Shawn foram anunciados no elenco. No mês de julho de 2020, Richard Kind anunciou que participaria do filme.

### Filmagem
A filmagem começou em 10 de julho de 2019, em San Sebastián, na Espanha, e terminou em 16 de agosto, uma semana antes do previsto.

## Lançamento
Em abril de 2020, a Tripictures adquiriu os direitos de distribuição do filme na Espanha. O filme teve sua estreia mundial no Festival Internacional de Cinema de San Sebastián [en] em 18 de setembro de 2020, e foi lançado na Espanha em 2 de outubro, tendo sido previamente programado para ser lançado no país em 25 de setembro.
Estava programado para ser lançado pela Vision Distribution na Itália em 5 de novembro de 2020, mas o lançamento foi adiado para 6 de maio de 2021, devido à pandemia de COVID-19. Em 28 de janeiro de 2022, o filme teve um lançamento limitado nos cinemas dos Estados Unidos e em serviços de streaming.
Em Portugal, a estreia do filme ocorreu em 23 de setembro de 2021. No Brasil, o filme foi lançado em 6 de janeiro de 2022.

## Recepção

### Bilheteria
Ao redor do mundo, o filme arrecadou US$ 2,319,180 milhões de dólares.

### Recepção da crítica
No site agregador de críticas Rotten Tomatoes, Rifkin's Festival tem um índice de aprovação de 41% com base em 81 resenhas, com uma pontuação média de 5,2/10; o “consenso da crítica” do site diz: “Embora não esteja entre os esforços verdadeiramente inferiores de Woody Allen no final do período, Rifkin's Festival mostra o cineasta satisfeito em revisitar um território bem desgastado.” No Metacritic, o filme tem uma pontuação média ponderada de 44 de 100, com em avaliações de 16 críticos, indicando “avaliações mistas ou médias”.
Jonathan Romney, do The Observer, deu ao filme três estrelas de cinco e declarou: “De certa forma, Rifkin's Festival  é um território absolutamente familiar de Allen e, independentemente do que seus detratores possam ou não acusá-lo, não há como ele se livrar da acusação de arar o mesmo terreno nas últimas duas décadas. Mais uma vez, ele fez uma comédia frágil sobre angústia conjugal em um ambiente glamouroso.” Jessica Kiang, do jornal The New York Times, comentou: “Portanto, é um alívio informar que Rifkin's Festival é, para o cativo voraz, como encontrar um estoque inesperado de sobremesa: não substancial e não nutritivo, mas doce o suficiente para lembrá-lo, de passagem, dos bons momentos que você já teve, apesar de tudo o que aconteceu nesse meio tempo”. Guy Lodge, da revista cultural Variety, acrescentou: “Em seu 49º longa-metragem, o Festival de Rifkin é o mais recente de uma longa sequência de bagatelas indistintas que podem ser descritas como sem esforço, e não de uma forma especialmente elogiosa.”
Em uma crítica ainda menos favorável, Kaleem Aftab, da IndieWire, deu ao filme uma nota C, escrevendo: “Há uma estranha qualidade metafísica na maneira como o filme flutua, entrando e saindo de um enredo morno. É claro que não há nenhuma surpresa aqui. Como em muitos filmes recentes de Allen, é fácil descobrir as intenções em questão logo no início.” Chuck Bowen, da Slant Magazine, deu ao filme uma estrela de quatro, observando: “Décadas depois de sua carreira icônica, Woody Allen ainda está fixado em aspirantes a artistas intelectuais que lutam obsessivamente contra a falta de sentido da vida enquanto se envolvem com mulheres muito mais jovens que anseiam por paixão. Esse cenário já estava se transformando em um truque há cerca de 40 anos, mas pelo menos parecia pessoal para Allen em seus dias de salada, quando ele estava determinado a fundir a agonia existencial dos filmes feitos por seus heróis com seu próprio espírito de stand-up impertinente e desorganizado. Agora, Allen parece estar filmando tudo o que sai de sua máquina de escrever, que na maioria das vezes é uma cópia de uma cópia de uma cópia de sucessos passados, um material tão anacrônico e artificial que parece mais um ritual do que arte.”
Tom Leão, do jornal carioca Jornal do Brasil, deu três de cinco estrelas e anotou: "Aquela máxima que diz que ‘um filme menor do Woody Allen é melhor do que quase tudo o que estiver em cartaz’ continua valendo para este Rifkin´s Festival". Sérgio Alpendre da Folha de S.Paulo, também deu três estrelas ao filme, mas ponderou: "Mas o que acontece em Rifkin´s Festival se assemelha a um álbum com versões para fundo de conversa de músicas que marcaram outros tempos —uma salada cinematográfica de gosto duvidoso. Allen costumava ser muito mais inteligente nas citações cinematográficas." Três estrelas também foi a cotação dada por Eurico de Barros, no jornal português Observador, e acrescentou: "Não fossem os "pastiches" dos clássicos do cinema europeu e Rifkin's Festival, rodado em Espanha, seria um filme de Woody Allen em tom bastante esquecível."
Marcelo Janot, de O Globo, fez algumas ressalvas ao filme como "a falta de timing no humor de Wallace Shawn" e escreveu que: "O incômodo com uma 'nova ordem' no cinema mundial, em que o ativismo passa a ser mais importante que a arte, não é a única preocupação demonstrada por Rifkin na sessão de terapia de 90 minutos em que consiste o novo filme de Woody Allen." Em seu canal no YouTube, o crítico Waldemar Dalenogare, atribuiu nota 5 em uma escala de 0 a 10 ao longa e comentou que considerava a narrativa central "frustrante e pouco inspirada".

### Prêmios e indicações
| Ano  | Premiação          | Categoria     | Resultado | Ref.   |
| ---- | ------------------ | ------------- | --------- | ------ |
| 2021 | Prêmios Feroz [en] | Melhor cartaz | Vencedor  | [ 40 ] |